# Pamięć stronicowa
Pamięć stronicowa – sposób podzielenia pamięci wirtualnej komputera na większe jednostki (strony pamięci) o rozmiarze od 4 kB do 32 kB. Dzięki takiemu rozwiązaniu zwiększa się efektywność menedżera pamięci systemu operacyjnego oraz możliwe jest przenoszenie nieużywanych danych z pamięci RAM na dysk twardy komputera (do pliku stronicowania lub partycji wymiany). Za możliwość stronicowania jest odpowiedzialny menedżer pamięci komputera, znajdujący się w procesorze lub chipsecie płyty głównej.
W zależności od architektury komputera rozmiar strony może być różny:
- komputery domowe, architektura IA-32 i AMD64: 4 kB (według dokumentacji Intela strona może mieć rozmiar nawet 4 MB, ale najczęściej spotyka się strony 4 kB)
- serwery i stacje obliczeniowe, architektura Itanium: 4, 8, 16 i 32 kB, SPARC64: 4 lub 8 kB.